# Карась Володимир Васильович
Володи́мир Васи́льович Кара́сь (нар. 28 червня 1982, Київ — пом. 3 березня 2022, с. Мотижин, Київська область) — український військовослужбовець, солдат Збройних Сил України, учасник російсько-української війни, що відзначився і загинув у ході російського вторгнення в Україну у 2022 році. Учасник руху «Суспільство майбутнього». Брат Євгена Карася.

## Життєпис
Володимир Карась народився у Києві 28 червня 1982 року. Навчався у школі № 284, що у Дарницькому районі. Там же відвідував і гурток моделювання, з дитинства захоплювався конструюванням. Після 7 класу Карась вступив до Дарницького ліцею, а після закінчення — у КПІ, на факультет інженерії.

## Участь у радикальному русі та Євромайдані
Володимир разом з братом Євгеном Карасем активно долучався до революційних рухів. До 2013 року Володимир Карась не був активним учасником радикального руху, але підтримував національну ініціативу та час від часу долучався до акцій. У 2013 році на Володимира був здійснений напад у під'їзді будинку, внаслідок чого чоловік отримав переломи верхньої та нижньої щелеп, пробитий череп, забій кори головного мозку та кілька вибитих зубів. Нападники переплутали Володимира із його молодшим братом Євгеном Карасем. Після цих подій Володимир Карась кардинально змінив свою позицію і не пропускав жодної акції.
Пізніше того ж року Володимир з братом долучилися до Євромайдану. Сам він не був активним учасником, оскільки щойно переніс реабілітацію. Але все одно допомагав, привозив продукти та все необхідне.
Після Революції Гідності Володимир добровольцем поїхав на схід України. Там близько року він на своєму авто розвозив листи й посилки для бійців АТО, був польовим поштарем.

## Російське вторгнення в Україну у 2022 році
24 лютого 2022 року Володимир Карась вступив до лав Збройних Сил України. Службу проходив на посаді стрільця відділення охорони 142-го навчально-тренувального центру ССО (солдат). Загинув 3 березня 2022 року в районі села Мотижин Київської області під час проведення розвідки комплексу РЕБ.
Прощалися із Героєм на Майдані Незалежності. Володимира Карася поховали на Лісовому кладовищі.
Був посмертно нагороджений 26 березня 2022 року орденом «За мужність» III ступеня.
18 травня 2025 року під час ХХХ вшанувань Героїв Холодного Яру, на Меморіалі козакам-добровольцям (біля Мотриного монастиря) урочисто відкрито нові пам’ятники шести полеглим борцям за Українську державу, серед яких КАРАСЬ Володимир Васильович.

## Особисте життя
З 2019 року перебував у стосунках з Оленою Олещенко, яка разом із Володимиром часто доєднювалась до акцій руху С14, а згодом стала учасницею праворадикального громадського об'єднання. Пара також допомагала дітям у дитячих будинках.

## Нагороди
- орден «За мужність» III ступеня (2022, посмертно) — ''за особисту мужність і самовіддані дії, виявлені у захисті державного суверенітету та територіальної цілісності України, вірність військовій присязі".

## Відео
- Слава Герою. Присвячується пам‘яті мого брата Володимира Карася. на YouTube